# Phèdre
Phèdre, deutscher Titel Phädra, ist eine Tragödie in fünf Akten von Jean Racine. Die Uraufführung fand am 1. Januar 1677 im Hôtel de Bourgogne in Paris statt. Das Stück besteht aus 1654 paarweise gereimten Alexandrinern und ist eines der wichtigsten Werke der französischen Klassik. Im deutschen Sprachraum ist es vor allem durch die Übersetzung von Friedrich Schiller bekannt geworden.
Phèdre ist die letzte Tragödie von Racine, deren Stoff der klassischen Antike entnommen ist. Die Protagonistin Phaidra sowie die meisten weiteren Personen entstammen der griechischen Mythologie. Racine beruft sich bei der Behandlung des Stoffs in hohem Maße auf die Tragödie Der bekränzte Hippolytos des griechischen Dichters Euripides.

## Zusammenfassung des Inhalts

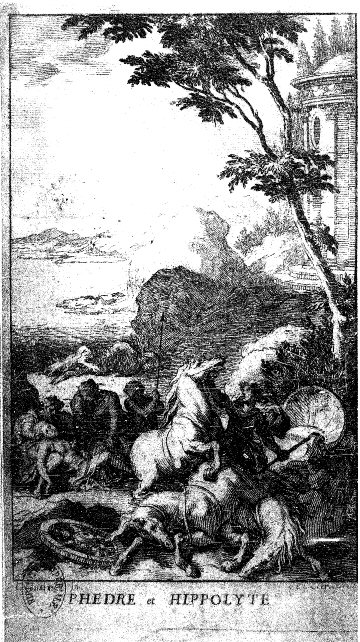
Phèdre, Titelblatt, 1678

In Abwesenheit des Königs Theseus gesteht seine Gattin Phädra ihrer Amme Oenone ihre Liebe zu Hippolytos, einem Sohn Theseus’ und der Amazonenkönigin Antiope. Um zu verhindern, dass Hippolytos seinem Vater vom Liebesgeständnis seiner Stiefmutter erzählt, behauptet die Amme, Hippolytos habe versucht, Phädra zu vergewaltigen. Der zunächst totgeglaubte Theseus verflucht Hippolytos und wendet sich an Neptun, der seinen Sohn töten soll. Nachdem Phädra erfahren hat, dass Hippolytos Aricia liebt, verzichtet sie darauf, ihn vor seinem Vater zu verteidigen. In Botenberichten wird schließlich der Selbstmord Oenones und der Tod Hippolytos' gemeldet, der, nachdem er Troizen verlassen hatte, von einem Seeungeheuer überfallen und von seinen dadurch erschreckten Pferden, in den Zügeln verfangen, zu Tode geschleift wurde. Phädra hat sich vergiftet, gesteht Theseus ihre Schuld und stirbt auf offener Bühne.

## Bearbeitungen
Racines Tragödie lieferte die Vorlage für die Opern Hippolyte et Aricie (1733) von Jean-Philippe Rameau, Phèdre (1786) von Jean-Baptiste Lemoyne sowie Fedra (1820) von Johann Simon Mayr. Jean Cocteau griff für sein 1963 von Serge Lifar choreographiertes Ballett Phèdre auf Racine zurück. Phèdre wurde von Claudia Bosse als zeitgenössische Performance 2008 in der Salle du Faubourg in Genf inszeniert.
Die deutsche Übersetzung von Racines Phädra (1805) von Friedrich Schiller ist das letzte vollendete Werk des deutschen Dichters.

## Textausgaben
- Jean Racine. Œuvres complètes. Bd. 1. Théâtre - Poésie. Préface Georges Forestier. Gallimard, Paris, 1999. (Bibliothèque de la Pléiade. 5.) ISBN 978-2-07-011561-7
- Phèdre. Gallimard, Paris, 1995. (Folio Editions). ISBN 978-2-07-038763-2
- Phèdre. Tragédie en cinq actes, ornée de lithographies en couleurs de Jean Hugo. Editions Pierre Tisné, 1946.

Übersetzungen
Phèdre wurde von Friedrich Schiller (1805), Ernst August Wilhelm Gräfenhan (1825), Wilhelm Willige (1956), Rudolf Alexander Schröder (1958), Wolf Steinsieck (1995) und Simon Werle (2004) ins Deutsche übertragen.
- Phädra. Reclam, Stuttgart, 1986, ISBN 3-15-000054-8 (Schiller-Übersetzung, einsprachig).
- Phädra. Andromache. Zwei Tragödien. Aus dem Franz. übertragen, mit einem Nachwort u. einer Nachbemerkung von Simon Werle. Verlag der Autoren, Frankfurt a. M. 2004. (Theaterbibliothek.)
- Phèdre/Phädra Tragédie en cinq actes, Tragödie in fünf Aufzügen. Französisch/Deutsch. Übers. Wolf Steinsieck. Reclam, Stuttgart, 1995. (Reclams Universal-Bibliothek.)